# Bulbophyllum cruciatum
Bulbophyllum cruciatum là một loài phong lan thuộc chi Bulbophyllum.